# Tacógrafo digital

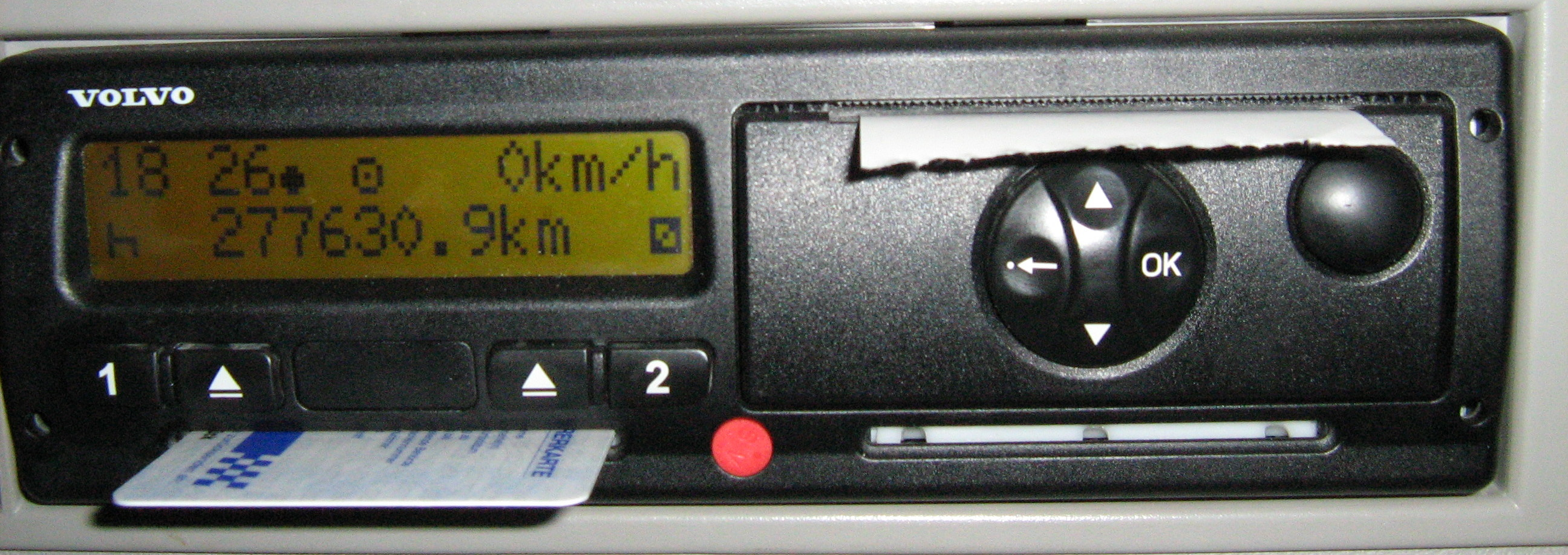
Tacógrafo digital para el registro de "tiempos de conducción y descanso" (en la foto: un tacógrafo VDO de la marca Volvo).

El tacógrafo digital es un tacógrafo de registro de eventos en la conducción de vehículos que consiste en un dispositivo electrónico. Su precursor fue el tacógrafo analógico, al que está previsto que sustituya completamente en vehículos pesados de transporte por carretera y en transporte de viajeros comprendidos en el Reglamento 561.
El tacógrafo digital cumple las mismas normas y conjunto de leyes que el tacógrafo analógico. Principalmente en la Unión Europea está regulado por el Reglamento 561 y por el Reglamento 3821. Su función general es controlar el cumplimiento de los tiempos de conducción y descanso, armonizar las condiciones de competencia y mejorar la vida laboral del conductor.

## Funcionamiento
El tacógrafo digital obtiene datos relativos a los tiempos de conducción y descansos del conductor. Esta información es la más importante de todas y constituye el sentido fundamental del tacógrafo. 
El sistema identifica en todo momento al conductor mediante la lectura de una tarjeta profesional, que deberá ser renovada cada 5 años. Esta tarjeta debe permanecer en todo momento dentro del lector, en caso contrario aparecerá una alarma en el registro de eventos. 
También se dispone de un selector de actividad para dar información sobre el momento en el que el conductor inicia su descanso u otros trabajos. Esta información es utilizada para comprobar el cumplimiento de la normativa sobre tiempos de conducción y descanso.

## Datos
Los eventos recogidos por el tacógrafo incluyen cambios de actividad (conducción, descanso, otros trabajos), excesos de velocidad, errores en el sistema (conducción sin tarjeta) y transferencias de datos. Estos datos son almacenados tanto en la memoria del tacógrafo como en la de la tarjeta. El primero tiene capacidad para almacenar datos de hasta 1 año de actividad, pero cada tres meses hay que descargarlo, mientras que las tarjetas garantizan sólo el mantenimiento de los datos durante treinta días. Cuando se supera este tiempo los datos nuevos se graban sustituyendo a los más antiguos.
El propietario del vehículo es el responsable de leer los datos, tanto del tacógrafo como de la tarjeta de los conductores que lo hayan utilizado, con una frecuencia suficiente para evitar su pérdida. Además, es necesario conservar los datos durante un año y ponerlos a disposición de las autoridades cuando así lo requieran.
Además, la información del tacógrafo puede aportar un valor añadido, siendo aprovechada para analizar y mejorar la productividad.

### Lectura
El tacógrafo puede disponer de una impresora térmica para la impresión de informes completos, aunque se suelen utilizar dispositivos específicos para obtener los datos en formato digital. Estos dispositivos utilizan el conector de tacógrafo digital o disponen de ranuras para tarjeta inteligente.